# Diplurodes vestita
Diplurodes vestita är en fjärilsart som beskrevs av W. Warren 1896. Diplurodes vestita ingår i släktet Diplurodes och familjen mätare. Inga underarter finns listade i Catalogue of Life.